# Grantner Jenő
Grantner Jenő (Budapest, 1907. június 17. – Budapest, 1983. december 3.) Munkácsy Mihály-díjas magyar szobrászművész, a római iskola tagja.

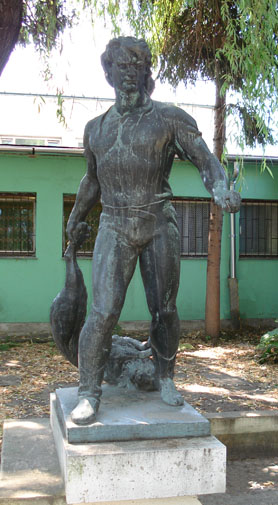
Toldi Miklós szobra (Miskolc)

## Életpályája
1922–1929 között az Iparművészeti Főiskolán Mátrai Lajosnál és Simai Imrénél, majd 1929-ben a Magyar Képzőművészeti Főiskolán Szentgyörgyi Istvánnál tanult. 1933–1935 között Rómában volt ösztöndíjas. Kiállításokon 1928-tól szerepelt.

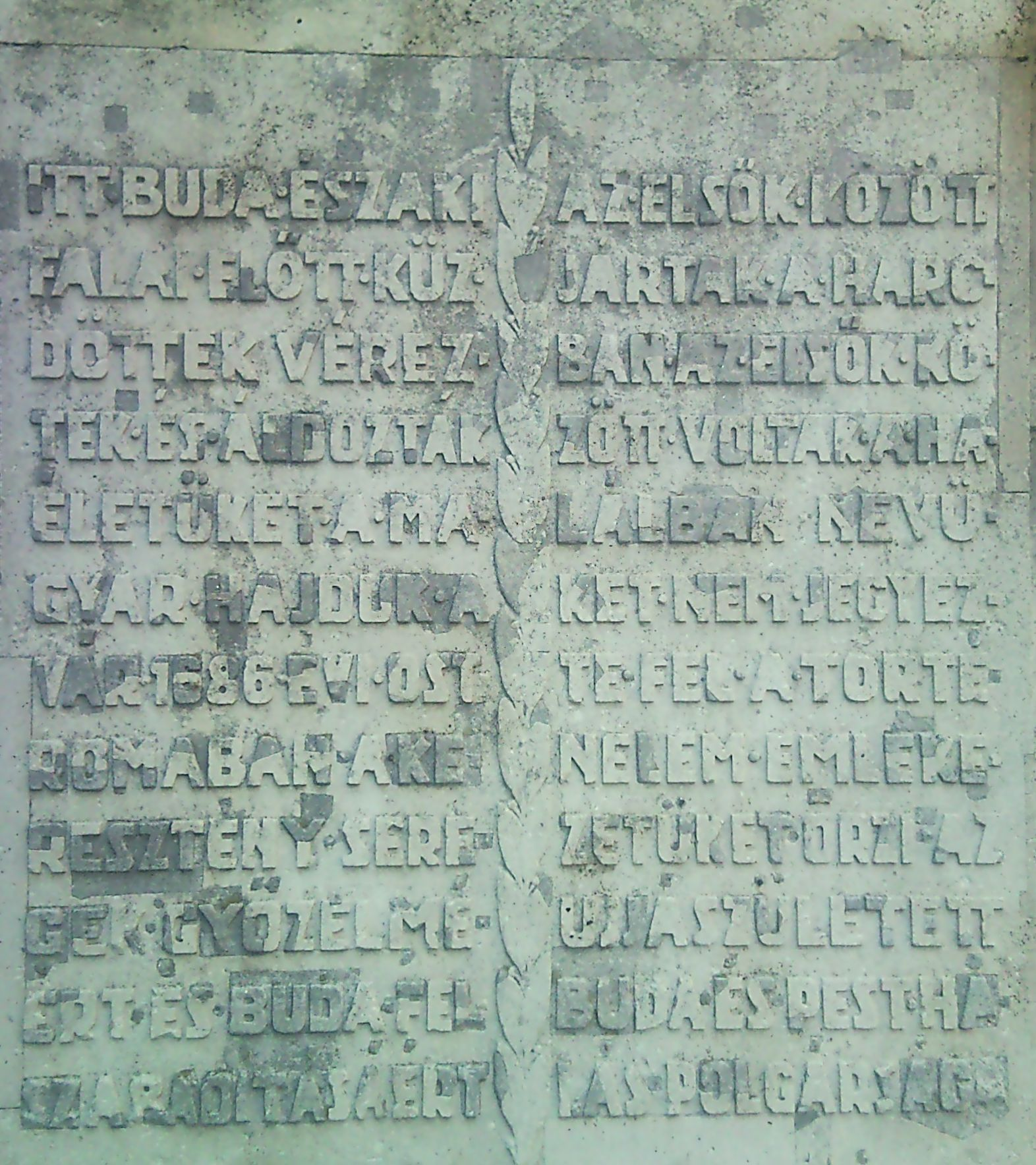
Hajdúk emlékköve

## Díjai, elismerései
- MTA művészeti díj (1939)
- a Főváros Ferenc József-díja (1943)
- Munkácsy Mihály-díj (II. fokozat, 1954)

## Főbb művei
- Hajdúk emlékköve (Budapest I., Északi  várfal, Lovas út, 1936)
- Klebelsberg Kunó-emlékmű (1939, az eredeti részben elpusztult, de 2001-ben újjáépítették)
- Thököly Imre szobra (Budapest, Millenniumi emlékmű, 1955)
- Felszabadulási emlékmű (Várpalota, 1955)
- Díszkút (Tatabánya, 1959)
- Olajkutatók (Zalaegerszeg, 1970)
- Toldi Miklós szobra (Miskolc)

## Lásd még
- Százados úti művésztelep